# Der Führer ging – die Nazis blieben – Nachkriegskarrieren in Norddeutschland
Der Führer ging – die Nazis blieben – Nachkriegskarrieren in Norddeutschland ist eine Fernsehdokumentation des NDR aus dem Jahr 2001. Der Film beschäftigt sich mit den Nachkriegskarrieren ehemaliger Nationalsozialisten in Schleswig-Holstein.

## Inhalt
Nach Adolf Hitlers Suizid hatte sich im Mail 1945 die letzte Reichsregierung unter Karl Dönitz nach Flensburg-Mürwik zurückgezogen. Ihr folgten die Eliten der NSDAP, Heinrich Himmler, Rudolf Höß, dessen Kollegen aus Majdanek (Lagerkommandant Arthur Liebehenschel), Stutthof (Lagerkommandant Max Pauly) und Ravensbrück (Lagerkommandant Fritz Suhren, zu dem Annahmen existieren, dass er tatsächlich Flensburg erreichte), des Weiteren hohe SS- und Polizeiführer sowie ganze Gestapostellen. In Flensburg angelangt organisierten diese sich falsche Papiere und tauchten anschließend mit einer „einwandfreien Vergangenheit“ unter (vgl. Rattenlinie Nord).
Eine funktionsunfähige Verwaltung,1,5 Millionen geschlagene Soldaten und mehr als eine Million Flüchtlinge begünstigten das Untertauchen. Die NS-Täter fürchteten dennoch die Rache der Sieger. Doch das bürokratische Entnazifizierungsverfahren überstanden viele schwerstbelastete NS-Täter ohne große Probleme. Den alten NS-Kameraden gelang es sich durch falsche Zeugenaussagen, sogenannte Persilscheine, gegenseitig zu decken. Das Entnazifizierungsverfahren mussten in Schleswig-Holstein 406.000 Personen durchlaufen. Über 98 Prozent von ihnen wurden letztlich als Mitläufer eingestuft. 2.200 Personen wurden durch begrenzte Sanktionen, in Form von geringen Geldauflagen oder beruflichen Folgen, bestraft. Die britischen Besatzer Schleswig-Holsteins mussten pragmatisch vorgehen. Es herrschte Wohnraumnot, Hunger, Schwarzmarktkriminalität. In der Nachkriegszeit gelang vielen NSDAP-Mitgliedern und NS-Tätern in Schleswig-Holstein der Neueinstieg ins Berufsleben. In Rathäusern und Behörden war Verwaltungskompetenz vonnöten. Alte Seilschaften und Netzwerke konnten sich wieder ausbreiten.
Als vermeintlich unbescholtene Bürger übernahmen sie wieder Aufgaben in der öffentlichen Verwaltung, der Politik, der Justiz sowie innerhalb der Ärzteschaft. So praktizierte der Euthanasie-Täter Werner Heyde unter falschem Namen, bis zu seiner öffentlichen Enttarnung, als Arzt und Gutachter in Flensburg. Ähnliche Fälle waren die der KZ-Ärztin Herta Oberheuser, die trotz ihrer Verurteilung erst nach massiven internationalen Protesten ihre Approbation verlor und des Euthanasieexperten Werner Catel, der in der Nachkriegszeit zum Leiter der Kieler Universitäts-Kinderklinik berufen wurde.
Auch in der schleswig-holsteinischen Justiz verblieb das alte Personal. So erhielt auch ein ehemaliger Sonderankläger in der Nachkriegszeit den Posten des leitenden Staatsanwaltes. So wurden die NS-Täter wieder Richter über die Opfer. Gauleiter Hinrich Lohse, der vom Kieler Entnazifizierungsausschuss als Mitläufer eingestuft worden war, versuchte sogar vor Gericht Pensionsansprüche für sich durchzusetzen. 1962 drohte dieser vor Gericht der Staatsanwaltschaft damit, dass es ihm möglich wäre, hinsichtlich der NS-Geschichte der schleswig-holsteinischen Staatsanwaltschaft auszupacken.
Die Landtagswahl in Schleswig-Holstein 1950 gewann ein Bündnis aus BHE und CDU, die sich im Wahlkampf massiv gegen die Entnazifizierung ausgesprochen hatte. Das hinsichtlich der Personenanzahl äußerst breit aufgestellte Entnazifizierungsverfahren wurde von Vielen in der Bevölkerung als ungerecht empfunden. Der in der NS-Zeit zum Wehrwirtschaftsführer ernannte Walter Bartram wurde Ministerpräsident. 1951 wurde das Gesetz zur Beendigung der Entnazifizierung verabschiedet. Die Regierung Bartram bestand mit Ausnahme einer Person (CDU-Innenminister Paul Pagel) aus ehemaligen NSDAP-Mitgliedern. Ein Schulfreund Bartrams, der Ex-NS-Oberbürgermeister Ernst Kracht, dessen lokale Verwaltung in die Untaten des NS-Systems eingebunden war, wurde zum Chef der Staatskanzlei. Kracht diente insgesamt unter drei CDU-Ministerpräsidenten. Ein weiteres belastetes Regierungsmitglied war Sozialminister Hans-Adolf Asbach. Noch Anfang der 1960er Jahre, in der Zeit des Ministerpräsidenten Kai-Uwe von Hassel, waren weiterhin ehemalige NSDAP-Mitglieder im öffentlichen Dienst zu finden.
Am Ende des Films betont der Off-Sprecher, dass die im Film gegebenen Beispiele nur die Spitze des Eisberges darstellen. Die Eliten der Nazizeit gehörten zu den Eliten in der Bundesrepublik Deutschland. Auch wenn sich viele noch zu Demokraten entwickelten, blieben doch manche unbelehrbar.

## Hintergrund
Der Film der beiden Dokumentarfilmer Nils Grevsen und Wolfgang Mönninghoff entstand mit Hilfe unterstützender fachlicher Beratung des ehemaligen SPD-Politikers und Historikers Uwe Danker, der eines der beiden Direktoriumsmitglieder des Institutes für schleswig-holsteinische Zeit- und Regionalgeschichte (IZRG) darstellt. Das IZRG war 1992, unter der SPD-Regierung von Björn Engholm gegründet worden und sollte zunächst primär die NS-Zeit in Schleswig-Holstein erforschen. Die zum Anfang des Jahrhunderts entstandene Dokumentation ist einer der wenigen Filme der sich umfassend mit ebendieser Materie beschäftigt. Durch Interview-Einspieler kommen, neben Uwe Danker zu Wort: der Spiegelredakteuer Rudolf Asmus (als Zeuge und Chronist der unmittelbaren Nachkriegszeit), die Medizinprofessorin Annette Grewe, der Itzehoer Richter und Autor Klaus Detlev Godau-Schüttke, der ehemalige SSW-Landtagsabgeordnete Karl Otto Meyer sowie der Richter Fritz Vilmar.
Die Fernsehdokumentation wurde erstmals 2001 im dritten Programm des NDR ausgestrahlt und wurde danach mehrfach im Fernsehen wiederholt, unter anderem auf dem Sender 3sat. In einer Programmankündigung von 2001 empfahl Thomas Wübker von der Neuen Osnabrücker Zeitung die Dokumentation und bewertete sie als sehenswert. Der Film befindet sich heute im Bestand verschiedener Bibliotheken.
Wolfgang Mönninghoff veröffentlichte im Jahr 2001 zudem das Buch: Enteignung der Juden. Wunder der Wirtschaft, Erbe der Deutschen, dessen letztes Kapitel den Namen: Der Führer ging – die Nazis bleiben trägt und abermals das Thema des Films aufgreift. In der Dokumentationsserie Das Erbe der Nazis, im vierten Teil, mit dem Titel: Davon haben wir nichts gewusst, wurden Teile des Filmmaterials wiederverwendet. In der besagten Dokumentation aus dem Jahr 2016 werden die Verhältnisse und Ereignisse in Schleswig-Holstein aber wesentlich kürzer zusammengefasst.